# Tsikoudiá
La tsikoudiá (en grec moderne : τσικουδιά) ou raki (ρακή) est une boisson alcoolisée fabriquée à partir de marc de raisin de l'île grecque de Crète. Très similaire au tsípouro, elle est distillée à partir du marc, c'est-à-dire le sous-produit du raisin lors de la fabrication du vin. Le marc est fermenté pendant six semaines en fûts, puis distillé.
La boisson est similaire à la grappa italienne ou à l'orujo espagnol et à la bagaceira portugaise. Elle a une teneur en alcool de 34 % mais la version artisanale peut atteindre 60-90 %[réf. nécessaire].